# Бета Дракона
Бета Дракона (β Draconis, β Dra) — третья по яркости звезда в созвездии Дракона. Имеет традиционное название Растабан, употребляемое также в отношении Гаммы Дракона. Обладая видимой звёздной величиной 2.79m, является достаточно яркой для наблюдения невооружённым глазом. Измерения параллакса, проведённые спутником Hipparcos, привели к оценке расстояния 380 св. лет (120 пк) от Земли.
β Dra превосходит Солнце в шесть раз по массе и примерно в 40 раз по радиусу. При подобном размере звезда обладает светимостью, примерно в 950 раз превышающей солнечную. Эффективная температура оценивается в 5160 K,
что указывает на принадлежность звезды к спектральному классу G. Спектр звезды соответствует классу G2 Ib-IIa, где класс светимости Ib-IIa указывает на расположение звезды на этапе эволюции между ярким гигантом и гигантом. Возраст звезды оценивается в 67 млн лет.
Является двойной звездой, имеет обозначение ADS 10611. Компоненты двойной — сверхгигант и карлик — имеют орбитальный период около 4 тыс. лет.

## Название
Традиционное название, происходящее от арабского словосочетания ra’s ath-thu’ban (голова змеи), также иногда записывается как Растабен. Звезда является частью астеризма «Верблюдицы», в который также входят звезды γ Dra, μ Dra, ν Dra и ξ Dra.